# Уингфилд, Ричард, 1-й виконт Пауэрскорт
Ричард Уингфилд, 1-й виконт Пауэрскорт (англ. Richard Wingfield, 1st Viscount Powerscourt; ок. 1550 — 9 сентября 1634) — английский военный и администратор времени Елизаветы I и Якова I.

## Биография
Сын сэра Ричарда Уингфилда (ок. 1510—1557/1559), губернатора Портсмута, и Кристиан, дочери сэра Уильяма Фицуильяма и сестры сэра Уильяма Фицуильяма, лорда-депутата Ирландии. Он стал приёмным отцом сэра Джорджа Делвеса после второго замужества его матери.
Он прибыл в Ирландию как военный авантюрист во второй половине XVI века, а затем воевал во Фландрии, Франции и Португалии, получив воинское звание подполковника.
Вернувшись в Ирландию, Ричард Уингфилд отличился и был ранен в экспедиции против Тирона и был посвящён в рыцари лордом-депутатом Уильямом Расселом в соборе Крайст-Черч 9 ноября 1595 года. Он служил полковником в экспедиции против Кале, и в 1600 году был повышен до должности маршала Ирландии со свитой из пятидесяти всадников и пехотной ротой. В 1601 году он возглавил войска при осаде Кинсейла и был одним из тех, кто подписал статьи о капитуляции, заключенные между лордом-депутатом Ирландии и доном Хуаном дель Агилой, командующим испанскими войсками, взятыми в плен.
В мае 1608 года во время восстания О’Доэрти он двинулся в Ольстер против сэра Кахира О’Доэрти, который сжёг Дерри, убив его и рассеяв его последователей. За этот успех сэр Ричард 29 июня 1609 года был награждён поместьем Пауэрскорт в графстве Уиклоу.
В парламенте Ирландии 1613—1615 годов он заседал в ирландской палате общин в качестве депутата от Даунпатрика.
19 февраля 1618 года ему был присвоен 1-го титул виконта Пауэрскорта, и впоследствии он занимал несколько важных постов при английском дворе.

## Брак
Ричард Уингфилд женился на Фрэнсис Рагге (или Реппсе) (умерла до 30 ноября 1631 года), дочери Уильяма Рагге (или Реппса) из Фелмингема, Норфолк, и Томасины Таунсенд, и вдове Эдварда Кромвеля, 3-го барона Кромвеля. Фрэнсис Кромвель, старшая из двух своих дочерей, вышла замуж за сэра Джона Уингфилда из Тиккенкота, Ратленд, в январе 1619 года . Её младшая дочь, Энн Кромвель, вышла замуж за двоюродного брата своего мужа, сэра Эдварда Уингфилда из Карнью, графство Уиклоу, 9 мая 1619 года.

## Смерть
Ричард Уингфилд скончался 9 сентября 1634 года, не оставив детей от своей жены Фрэнсис, и поэтому его титул прервался. Его поместья перешли к его двоюродному брату сэру Эдварду Уингфилду. Титул был возрождён в 1665 году в лице Фоллиота Уингфилда, 1-го виконта Пауэрскорта (1642—1717), который умер бездетным в 1717 году. В третий раз титул виконта Пауэрскорта был возрождён в 1713 году для Ричарда Уингфилда (1697—1751).